# Ben Clarke
Ben Clarke, all'anagrafe Benjamin Bevan Clarke (Bishop's Stortford, 15 aprile 1968), è un ex rugbista a 15 britannico, nazionale inglese, terza linea del Bath in due periodi distinti, prima da dilettante poi da professionista. Vanta 3 incontri con la selezione dei British Lions.

## Biografia
Proveniente dalla contea dell'Hertfordshire, Clarke compì studi di agraria all'Università di Cirencester (Gloucestershire); nel 1992 giunsero sia l'ingaggio da parte del Bath (club con il quale vinse tre titoli inglesi e tre coppe Anglo-Gallesi) che l'esordio nell'Inghilterra maggiore, in un test match autunnale contro il Sudafrica.
Nel 1996 lasciò il Bath per firmare il suo primo ingaggio professionistico con il Richmond, primo club ad acquistare un giocatore per 1 milione di sterline, lo stesso Clarke; nel 1999, dopo il fallimento della sezione professionistica del Richmond e la sua confluenza nei London Irish, tornò al Bath e vi rimase due stagioni prima di trasferirsi al Worcester, club nel quale disputò solo 15 incontri prima di ritirarsi nel febbraio 2002 per un infortunio al ginocchio. Nella stessa stagione svolse anche il compito di aiuto-allenatore.
All'attivo internazionale di Ben Clarke vi sono anche tre test match disputati contro gli All Blacks nel corso del tour neozelandese del 1993.
Attualmente Ben Clarke lavora come broker finanziario presso la BCG Partners.

## Palmarès
- Premiership: 3
Bath: 1992-93, 1993-94, 1995-96
- Coppe Anglo-Gallesi: 3
Bath: 1993-94, 1994-95, 1995-96